# Józef Sławoszewski
Józef Sławoszewski – generał major komenderujący w 1793 roku, konsyliarz konfederacji targowickiej województwa wołyńskiego.